# آيت ايحيى (الفيض)
آيت ايحيى هي إحدى مشيخات المملكة المغربية، تتبع جغرافيا لإقليم تارودانت وإداريًا لالفيض. يقدر عدد سكانها بـ 2249 نسمة حسب الإحصاء الرسمي للسكان والسكنى لسنة 2004.